# 让-吕克·皮卡尔
让-吕克·皮卡尔上校（Captain Jean-Luc Picard）是电视系列剧《星际旅行：下一代》的一名角色，由英国话剧演员帕特里克·斯图尔特（Patrick Stewart）扮演。在剧中，皮卡尔是联邦星舰进取号 (NCC-1701-D)的舰长。
皮卡尔也出现在《下一代》之后所拍摄的四部《星际旅行》电影之中。在最后三部电影中，皮卡尔是另一艘星舰进取号E的舰长（因为在《星际旅行》的第七部电影《日换星移》中，进取号D坠毁了）。皮卡尔还在《星际旅行：深空九号》中的一集“使者”中出现。

## 早年生活和事业
在《下一代》中的一集“难解之谜”里出现的人事档案中，可以知道让-吕克·皮卡尔于2305年7月13日出生在地球法兰西地区的上索恩省拉巴尔镇。双亲分别是莫里斯·皮卡尔与伊维特·Gessard·皮卡尔。他在家族的葡萄园长大，并常常梦想着离开葡萄园而加入星际舰队。因此他常被哥哥罗伯特欺负。
童年时，他向往着冒险的生活，常为离开家族祖传的葡萄园并加入星舰学院的梦想激动不已。在“成年”这一集中，皮卡尔提到他进入星舰学院的第一次入学考试失败了，但随后的第二次便成功了。他是第一名赢得学院马拉松比赛的新生。皮卡尔于2327年毕业。
毕业后的一段时间中，皮卡尔于2328年暂留在了埃尔哈特星际基地等候分配上船的星舰抵达。这段时间中，他在邦艾斯泰娱乐中心与三名纳斯卡安人发生了争执，继而发生打斗，他的心臟被其中一名纳斯卡安人刺穿。这对他的心臟造成了不可逆转的损坏，导致他需要定期进行心臟的克隆移植手术。这次事件成为了皮卡尔生命中的一个转折点，让他认识到了傲慢、自大是自己致命的弱点。
皮卡尔被施以修復術的心臟在此后被更换了两次：2365年的那次替换是因为原来移植的心臟出现缺陷；2369年的那次则是因为被一名勒那瑞安人用压缩四重子束武器近距离射中胸部，导致上次移植的心臟损坏。
在2333年，皮卡尔是联邦星舰占星者号的大副。占星者号的船长在一次战斗中身亡，皮卡尔便接任了舰长的职位。在后来的22年中，皮卡尔指挥占星者号执行星际舰队的探索任务。
指挥占星者号的期间，皮卡尔于2355年在马克西亚之战击败了一艘佛瑞吉星舰。在这场战斗中，皮卡尔发明了一种新的战斗策略——也就是后来广为人知的“皮卡尔旋回”，这个策略打乱了所有佛瑞吉舰的阵脚。可是，占星者号也在这场战斗中受到了不可修复的损坏，以至皮卡尔不得不下令弃船。由于标准联邦程序，皮卡尔被指控对星舰占星者号的损失负有责任，而被送上了军事法庭。然而最后他被宣布无罪。

## 指挥进取号-D
2364年，皮卡尔被诺瓦·萨蒂少将任命为一艘新的银河级星舰联邦星舰进取号 (NCC-1701-D)的舰长。船员们的第一次任务是去调查远点基地发生的神秘事件。
在前往远点的途中，皮卡尔与他的星舰遭遇了神秘全能的Ｑ，Ｑ把他视作人类种族的“代表”加以审讯。Ｑ指控人类是“绝对野蛮且未开化的幼年种族”，并威胁将取走人类的太空航行能力作为应有的惩罚。皮卡尔说服了Ｑ，让Ｑ对人性进行测试，Ｑ选择了将船员们在远点事件中的表现作为测试的第一项内容（《远点遭遇战》）。测试在剧中并未结束，在七年后，Ｑ还进行了另一次测试。Ｑ加大了指控，认为“失败在开始之前便预示着人类的灭绝”。但是皮卡尔为了人类的利益，通过了这个测试。
在2365年，Ｑ将进取号推到了7,000光年远的一艘博格方块旁，促使了星际联邦与博格人的第一次接觸。进取号被博格方块追击并几次捕获，这使得皮卡尔不得不放下自尊，恳求Ｑ的帮助，全能的Ｑ接受了他的请求。这次遭遇战导致进取号上18名船员牺牲，并让星际联邦直接面對博格人的威胁。
此后的几年间，皮卡尔接受了克林贡帝国总理K'mpec的请求，在K'mpec死后担任“继承仲裁者”以訂立克林贡最高评议会的新领导人。不久后，皮卡尔仔细审查了两名挑战者：杜拉斯（Duras）与高伦（Gowron）。不过，在他作出最终决定前，杜拉斯杀死了克林贡大使K'Ehleyr——进取号安全官沃尔夫的妻子；為了報仇，沃尔夫杀死了杜拉斯。

2366年12月末到2367年1月初（大约为星历43989.1），皮卡尔舰长与进取号-D遭遇了一艘前往地球的博格方块。在这次遭遇中，皮卡尔被博格人诱捕并加以同化。任命他为“博格的罗丘特斯”（罗丘特斯即，是拉丁文中“代言人”的意思），博格人让他作为代表实现强迫地球向博格无条件投降的目的，并以同化皮卡尔为前奏继而同化整个星际联邦。
博格同化皮卡尔后获取了他所有的经验和知识，包括星际舰队的战术策略和科技。这导致了在沃夫359战役中，博格方块摧毁了星际舰队40艘星舰中的39艘。在貝芙莉·克羅夏医生移除了罗丘特斯身上的博格植入物后，皮卡尔部分的人性开始恢复。他说出了一个词——“休眠”（Sleep）——来提示Data少校。Data领悟到了其中的含义：通过罗丘特斯与“博格集合体意识”的连接侵入博格方块，致使所有博格个体进入再生状态。这导致了博格方块能量系统出现过载，并最终让博格方块自毁。

在博格事件后，皮卡尔拜访了住在法兰西的哥哥、嫂子和侄儿。这段经历让他的情绪得以宣泄，抚平了他因作为一个博格个体参与沃夫359战役，并让星际舰队蒙受巨大损失所产生的内疚。这段经历也缩短了他与他哥哥罗伯特之间长期存在的隔阂。
在沃尔夫杀死了杜拉斯后，高伦于2368年被皮卡尔指定为克林贡帝国总理。随后杜拉斯家族在罗慕伦帝国的支持下对高伦发动进攻，克林贡内战爆发。受到罗慕伦帝国支持的杜拉斯一方在战争初期占据优势，而星联虽然倾向于支持高伦，但碍于最高指导原则不能介入克林贡内战。随后皮卡尔向星际舰队提出封锁克林贡和罗慕伦边境以阻止罗慕伦继续支援杜拉斯家族，在计划得到批准后，皮卡尔率领进取号-D在内的23艘联邦星舰开始封锁边境。由于皮卡尔部署严密，罗慕伦舰队无法突破封锁线，失去了支援的杜拉斯一方最终被高伦击败，克林贡内战结束。
2369年皮卡尔被解除了船长职务，以被训练而执行一项对抗卡达西的秘密任务。他被高·曼瑞德（Gul Madred）捕获，加以监禁并进行审讯，审讯由一系列的严刑拷打组成。在这段时间中，爱德华·杰尔里克担任了进取号的船长。在获得了对一群卡达西人的战术优势后，杰尔里克安排了皮卡尔的释放，此后皮卡尔重回进取号并继续担任舰长。
几个星期后，皮卡尔率领进取号航行到了星站以帮助安置星际舰队的代表。他本人第一次与本杰明·西斯科会了面。尽管当皮卡尔还是罗丘特斯时，西斯科正是沃夫359战役中被摧毁的战舰“萨拉托加号”的舰长。西斯科对皮卡尔怀有敌意，因为他的妻子珍妮弗是在“萨拉托加号”上身亡的。

在一次外交会议中，皮卡尔被一名勒那瑞安人袭击，他的人造心脏因此遭到了损坏。人造心脏失去了功能，导致皮卡尔徘徊在生死线之间。这时，Ｑ出现在了他的面前，提议向他提供了一个后悔当年犯下的错误的机会——让他摆脱对人造心脏的需要。皮卡尔接受了这个提议，避免了打斗并保全了自己的心脏。可是，当Ｑ向他展示了拥有完整心脏的皮卡尔，将在此后的事业生涯中是多么的平凡后，让他意识到了当年在打斗中失去心脏是自己人生中的一个重要转折点。皮卡尔告诉Ｑ说，他宁愿死也不愿活在Ｑ向自己所展示的生活中。于是，Ｑ将他再次送回到了出事的酒吧，皮卡尔与纳斯卡安人相对抗，他的胸部再次被刺穿……然后，皮卡尔便回到了进取号上，回到了舰长的位置。皮卡尔并不确定Ｑ是否真的进行了干涉，抑或这只是自己遭遇的一场濒死体验。
在进取号前七年的航行中，皮卡尔还有以下一些成就和遭遇：与大副瑞克一起协助二进制人拯救了他们的家园；进行了第一次接觸的种族有：韦拉瑞III星的“微脑人”、马科瑞安人、塞瑟瑞安人；阻止了一个外星种族企图接管星际舰队的阴谋；在数十年的沉寂后再次与罗慕伦人接触；为Data争取到了基本的“人”权；发现了爱科尼亚人的一个前哨；被明特金人误认作天神；让沙瑞克大使能够完成他最后的一次任务；阻止了无赖舰长本杰明·麦克斯韦；从阿尔铎人手中解救了被奴役的文塔克斯II星人；第一次成功地与塔玛人进行了交流；在罗穆卢斯星上发现了斯波克大使的行踪；在25分钟内陪一名卡坦尼安人度过了相当于卡坦尼安人生命中30年的时光；阻止了一次夺取三锂树脂的恐怖活动；帮助发现了银河系中生命的起源。

### 《星际旅行VII：日换星移》
在2371年，进取号-D卷入了一起由托利安·索伦博士精心策划的阴谋中。索伦企图重新进入一个名为时汇（the Nexus）的空间异常中。进取号一直尾随追赶着索伦，最后抵达了维里迪安III星。皮卡尔被传送到了地面，并与索伦相对抗。索伦的计划需要摧毁维里迪安星系，从而改变整个地区的万有引力，将时汇带导向他自己。在一个时间线中，索伦成功地摧毁了维里迪安恒星，他自己与皮卡尔都被卷进了时汇之中。
（右），在维里迪安III星与托利安·索伦博士对抗]]在时汇中，皮卡尔遇见了解难的“回音”，她曾经是时汇中的一员。解难让皮卡尔去寻找詹姆斯·柯克舰长，柯克是在进取号-B的处女航途中进入这个区域的。皮卡尔最终说服了柯克离开时汇，帮助他去阻止索伦。这里出现了一个显然的时间谬论，柯克和皮卡尔重新出现在了维里迪安III星——在索伦摧毁整个星系之前。两位星际舰队旗舰的舰长成功阻止了索伦用作摧毁恒星的导弹的发射，让它在发射台中爆炸，并杀死了站在一旁的索伦；时汇带从行星上空飘过，没有带走任何人。可是，柯克在这场搏斗中死亡。
在皮卡尔对抗索伦的时候，进取号与杜拉斯姐妹指挥的克林贡星舰发生了冲突。尽管进取号最终摧毁了卢尔莎和比伊特姐妹的船，但进取号上的曲速引擎冷却系统也严重损坏，导致了曲速核心破裂。大副威廉·瑞克下令船员撤退到碟型舱，并紧急分离了碟型舱。爆炸摧毁了工程舱，余波波及到了碟型舱，导致碟型舱实质上自由落体坠毁在维里迪安III星上。坠毁导致了碟型舱的损害无法修复。
进取号-D上幸存的船员们获救后，皮卡尔被任命为一艘新的元首级星舰进取号-E的舰长。

## 指挥进取号-E

### 《星际旅行VIII：第一类接触》
星际舰队于2372年10月28日正式任命皮卡尔接管联邦星舰进取号 (NCC-1701-E)。2373年，深空五号星站发现了一艘朝向地球航行的博格方块。星际舰队司令部认为再次让皮卡尔面临博格人的威胁将引入一个“不稳定因素”；海斯上将于是命令进取号-E前往与罗慕伦交界的中立区。但是，在接收到正在与博格方块战斗的舰队模糊的音频播送后，皮卡尔决定违反舰队的命令，率领进取号前往地球支援处于弱势的星际舰队防御力量。皮卡尔接管了舰队的指挥权，他与博格集合体意识仍然有着残留的“连接”，这使得进取号与其他战舰能一同将博格方块摧毁在地球外围。
方块毁灭前，一艘小型的博格球体舰从方块内部发射了出来，并创造了一个时间异常，从而通过时间旅行来到了300年前的地球。进取号及时地跟随上了球体，借助球体产生的时间激波也回到了过去，以阻止博格球体企图阻碍泽弗拉姆·科克伦与瓦肯人历史性的第一次接觸的阴谋。博格球体企图毁灭一个位于蒙大纳州博兹曼市的弹道合成物，而这个弹道合成物正是科克伦用一枚核弹改装的曲速飞船。进取号用量子鱼雷摧毁了球体，但是一群博格人在最后一刻被传送上了进取号，开始同化整艘舰船。
皮卡尔在与博格人的战斗中变得偏执起来，他急切地想打败并摧毁博格人。莉莉·斯隆——科克伦的助手，被带上舰船进行医疗——正视着皮卡尔并将情形比作《白鲸记》中亚哈船长在复仇中的自我毁灭。皮卡尔随后接受了貝芙莉·克羅夏与沃尔夫的建议，下令全舰自毁，从而消灭船上所有的博格人。在他疏散完余下的船员后，皮卡尔与博格集合体潜在的连接让他意识到了Data还在舰上。皮卡尔决定要营救被博格人抓为俘虏的Data。
在轮机室，皮卡尔遇到了博格女皇。皮卡尔得出了当年博格人创造罗丘特斯的原因是为了让女皇拥有一名配对个体，因此皮卡尔志愿扮演这个角色作为交换，让博格人释放Data。Data最初拒绝了，但暗示他将站在博格人这边以实现一个计谋；当博格女皇注意力分散时，他打碎了位于曲速核心旁的一个容器，释放出大量的等离子体冷冻剂，破坏了女皇身上的有机成分，从本质上杀死了她。
皮卡尔和他的高级官员们在阴暗处等候，目击了科克伦与瓦肯人的第一次接觸后，将船传送回到24世纪。

### 《星际旅行IX：起义》
2375年，进取号前往名为“天荆区”（Briar Patch）的空域，以对出现故障的Data进行修复。Data出现故障前正在表面上科技落后的巴库星执行秘密观察该星居民的任务。在诊断Data出现故障的原因时，船员们发现了一项强制将巴库星的居民迁离行星的阴谋。船员们很快地发现了巴库星的行星环中含有一种分裂相位粒子，这种粒子所产生的辐射可修复生物体的DNA；索纳人拥有一种可收集这种粒子的装置，但该装置将导致整个行星变得无法居住。
船员们开始从这种辐射中受益：衰老的细胞开始复原，所有人都感到自己变得年轻并充满了活力。其间，皮卡尔与索纳人的领袖鲁阿弗及其后台——星际舰队上将道赫蒂在关于强制迁居的做法上产生了冲突。皮卡尔命令大副威廉·瑞克率领进取号穿越“天荆区”向星际舰队总部报告情况，自己则率领几名船员，力图让巴库人从村庄中撤退，来延缓强制迁居的行动。在撤退过程中，贝弗莉·柯洛夏对一名受伤的索纳人的进行了医学三度仪扫描，在将DNA分析结果与巴库人的扫描读数比对后，发现他们是同一种族的人。皮卡尔在被捕后将这一真相告诉了道赫蒂上将：原来索纳人在多年前被流放，现在回来的目的是为了复仇。受够了道赫蒂对待皮卡尔的软弱表现，鲁阿弗杀死了上将，并下令启动粒子收集装置。皮卡尔传送上了收集装置并激活了它的自毁设定。在装置爆炸前一秒，进取号及时将皮卡尔传送上舰，但鲁阿弗则葬身火海。

### 《星际旅行X：复仇女神》
执政官在弯刀号上决一死战2379年，凯瑟琳·珍妮薇中将命令进取号前往罗穆卢斯星，调查新上任的辛宗执政官向联邦提出的和平建议。
DNA测试表明，辛宗是皮卡尔的克隆体，他被创造用于与皮卡尔相调换，从而为罗慕伦间谍机构服务。在辛宗被克隆出后，罗慕伦政权的一次改变导致他被流放到了瑞摩斯星。罗慕伦人采用了RNA转序排列的克隆程序，导致辛宗将被加速衰老过程，意味着辛宗的健康处于不稳定状态；辛宗需要将体内的血液完全替换成皮卡尔的血液才能生存下去，因此辛宗将皮卡尔诱骗至罗穆卢斯星。Data营救了舰长，进取号随即离开了罗慕伦空域，前往集合点与一队联邦星舰舰队会合，并拦截辛宗的星舰，阻止他启动铯拉朗射线武器毁灭地球。
辛宗的星舰，弯刀号在进取号抵达集合点前袭击了它，对进取号造成了严重损坏。两艘罗慕伦战鸟随后赶到，并协助进取号抵抗弯刀号，但依然不敌，一艘战鸟被摧毁，另一艘被瘫痪。皮卡尔下令进取号全速撞击弯刀号，并将自己传送上弯刀号，以摧毁铯拉朗武器。Data随后也来到弯刀号上协助皮卡尔。Data用紧急传送装置将皮卡尔传送回了进取号，在摧毁铯拉朗武器时与弯刀号同归于尽。
进取号不久后便抵达了一座太空船厂进行修复。从电影中的一个画面中知道（因此这并不是正史），皮卡尔与他的星舰的下一个任务是前往德纳星系，一个“前人所未至的领域”。有趣的是，德纳星系也是《星球大战》虚构宇宙中的一个行星系。

## 个人生活
在放松、思考和学习的时候，皮卡尔常端着一杯格雷伯爵茶细品。皮卡尔有点类似文艺复兴时代的人，有着多种多样的兴趣爱好，他喜欢古典文学、音乐、考古、击剑和骑马。
皮卡尔是法国作曲家柏辽兹的爱好者，皮卡尔对音乐的喜爱在他吹奏雷瑟加短笛时得以充分展现；他经常让计算机为他伴奏，偶尔也让别人为他伴奏。在《下一代·〈里面的光〉》这一集中，空间探针的连接将一位外星人的毕生的经历与记忆灌输进了皮卡尔的大脑，而这位外星人的文明在很早以前就已经消亡了；这位外星人会吹奏雷瑟加短笛，因此皮卡尔也学会了怎么吹奏。他对戏剧充满了热爱，特别是莎士比亚的戏剧；这在剧中表现为他对机器人Data的指导，建议Data通过学习这些来“感受”并与他人产生共鸣。经由这些建议，Data相信他自己可以更好地理解“人的条件”。
皮卡尔也是指导Data成为一名合格军官的导师。他同样引导了天赋异禀的少年卫斯理·柯洛夏走向正确的成长道路。皮卡尔邀请洛·莱伦——她曾被军事法庭指控对另一艘星舰上几名船员的死亡负有责任——成为进取号的一员，并作为养父收养了她；她最大的悔恨是加入了马奇地下组织，因为这让皮卡尔感到失望。皮卡尔不得已卷入克林贡内政的经历使他理解并尊重克林贡文化（这在人类中很少见），因此他能够与沃尔夫成为亲密的朋友，当沃尔夫面临克林贡最高议会指控他的父亲叛国时，皮卡尔不远万里来到了克罗诺斯星以支持沃尔夫。
当皮卡尔年幼时，他患上了“沙夫拉综合征”，一种在人类男性中发现的罕见遗传缺陷疾病，这个疾病让他对声音极度敏感，即使是最低声的耳语也会给他带来剧烈的痛苦。皮卡尔家族中所有的男性都患有这个疾病。

### 家庭
2366年，皮卡尔的双亲都已经逝世，他也被他哥哥罗伯特疏远。当进取号停留在空间码头修理在沃夫359战役中受到的损伤时，皮卡尔在离家数年后第一次回到了他的故乡，法兰西拉巴尔镇。他见到了他的嫂子玛丽和小侄儿雷内，雷内做着和他叔叔儿时相同的梦——成为一名星际舰队的军官。两兄弟间关系的紧张逐渐上升为争吵，但当皮卡尔坦承了被博格人同化后无助并内疚的感受后，兄弟俩得以和解。他的哥哥也坦承了弟弟的巨大成就让他感觉生活在阴影中，这让他产生了不满。最后，兄弟俩尽释前嫌。
2371年，皮卡尔收到了玛丽从地球传来的消息——罗伯特和雷内在一场大火中丧生。皮卡尔最初沉浸在噩耗中不能自拔，悔恨没有建立自己的家庭——因为现在皮卡尔家族香火不续。但是当他在时汇中见到了侄儿雷内后总算冷静了下来。
皮卡尔家族有一部分西班牙血统；西班牙镇压普韦布洛起义的时候，有一名士兵名叫贾维尔·马里波纳·皮卡尔。这件事在后来被一名居住在非军事化区域的印第安殖民者用作对抗让-吕克，这群印第安人对联邦对待他的方式十分警惕。
在《皮卡尔》第三季中，皮卡尔和他與贝弗莉·柯洛夏所生的私生子傑克·克拉夏（Jack Crusher）相認。

### 迪克逊·希尔
皮卡尔所喜爱的全像甲板活动之一是扮演一部全像小说中的主角迪克逊·希尔（Dixon Hill）侦探。希尔这个角色被认为是两部虚构侦探小说人物菲利浦·马罗和山姆·史培德糅合而成。
在全像甲板上，“迪克逊·希尔”的历险从20世纪40年代的旧金山开始；皮卡尔喜欢运行这个程序消遣空余的时间。最初他只是一个人运行程序；后来，Data、贝弗莉·柯洛夏、解难和其他船员也对这部小说产生了兴趣，并作为“希尔”的朋友加入了游戏。这部小说中的人物还有：把希尔叫做“迪克斯”的女秘书玛德琳，雷克斯酒保，罪犯头子赛勒斯·雷德布洛克和装着金属鼻子的尼基。
星际旅行小说《暴雨》（A Hard Rain）差不多完全发生在迪克逊·希尔的世界，只有一小段情节发生在星际旅行的“真实”世界。如果不是有着一些怪异的情节的话（比如死人复生），这部小说几乎就是一部普通的侦探小说。
在電影戰鬥巡航中，因博格人已適應光砲的頻率，畢凱解除掉全像甲板的安全設定，用小說劇情中出現的湯普森衝鋒槍，擊斃了兩名由船員同化而來，正在追殺他的博格人。

### 个人情感

#### 安妮
巴库星青春环的辐射让300岁的安妮显得十分年轻。皮卡尔被这位村庄领袖所吸引，并与她发展了浪漫关系。由于青春环的影响，安妮也能放慢周围区域的时间，安妮向皮卡尔展示了这种能力。皮卡尔在离开巴库星之前告诉安妮，他积攒有318天的休假时间，他打算申请其中的一部分时间，用于陪她度过。

#### 贝弗莉·柯洛夏
在杰克·柯洛夏死后，皮卡尔与贝弗莉·柯洛夏成为了亲密的朋友。剧中他们之间有着一种能长期吸引对方的吸引力的迹象，但他们之间的爱一直没有袒露过。直到两人被普莱蒂人在脖子上植入了一种脑波装置；这种脑波装置让两人能感受到对方的想法。事后，皮卡尔建议说他们不应该害怕而应该继续这种关系。但是，贝弗莉表示不同意，然后他们便恢复了普通的好朋友关系。
皮卡尔和贝弗莉在最后一集《曲终人散》中，还是在舰长准备室接了吻。但是，在Ｑ预言的一个未来中，皮卡尔与贝弗莉结了婚但又离婚（但她仍然保留着皮卡尔的姓，而且他们也依然是很好的朋友）。在可能的未来中，他们中的一人或双方是否愿意超越朋友关系，这依然是不确定的。不过，在后续的电影中并没有出现他们寻求了浪漫关系的这种迹象。

#### 内勒·达兰
皮卡尔与内勒·达兰少校有过短暂的浪漫关系，内勒是进取号-D的一名恒星科学部的成员。但是，当达兰的生命在一次外勤任务中有危险时，皮卡尔意识到了他作为舰长的责任：他需要不时地命令下属涉足危险的境地，这让他不能与一名船员建立浪漫关系（教训）。

#### “A. F.”
在他还是一名星舰学院的学员时，皮卡尔将“A. F.”名字的头两个字母刻在了布斯比引以为豪的一棵树上。皮卡尔将他第三年有机化学的不及格归结于A. F.的影响。

#### 卡玛拉
卡玛拉是传送上进取号的一位女性配偶人（female metamorph），她有改变自己以适应男性的能力，这让她吸引了进取号上众多船员的目光。但她却不得不将自己从船员中摆脱开来，腾出时间来教皮卡尔完成她星球的政治仪式。皮卡尔与卡玛拉越来越亲近，但是卡玛拉已经许诺，她将放下对皮卡尔的爱而为了种族的利益嫁给另外一个人。

#### 珍妮丝·曼海姆
在他还是一名年轻军官时，皮卡尔错过了和珍妮丝在巴黎的约会。在数年后他再次和珍妮丝联系上时，珍妮丝已经嫁给了保罗·曼海姆博士。皮卡尔向她解释说他当时很害怕，因此没有赴约。珍妮丝说她依然爱着——并且将一直爱着——皮卡尔，不过皮卡尔没有回复她。

#### 瓦希
在理沙星度假时，皮卡尔与一位不择手段的考古学家加奸商瓦希合作找到了塔克斯·乌塔水晶，这个来自27世纪的武器可以停止恒星的核聚变反应。两人度过了激情的一晚，但皮卡尔不再完全地相信瓦希。 他们在理沙星分手，但当进取号-D举行考古学会议的时候皮卡尔再次见到了瓦希。瓦希对皮卡尔根本没有对他的高级官员们提到她而感到恼怒，尽管迪安娜·特洛伊向她解释了皮卡尔保持沉默的原因是因为他是一个“非常注重隐私的人”。皮卡尔此后继续声称将这些细节与他的船员们分享是“不适当的”。
Ｑ随后出现，创造了一个罗宾汉的冒险场景并把皮卡尔变成“罗宾汉”，瓦希则变成“女孩玛丽亚”。最后，“罗宾汉”成功地完成了营救“女孩玛丽亚”的任务。瓦希对Ｑ产生了好感，并接受了Ｑ作为她的向导带她游览全宇宙的邀请；皮卡尔最后和瓦希吻别。。后来，瓦希在九号上遇见了原进取号船员迈尔斯·奥布莱恩，她首先便打探了皮卡尔的近况。

#### 米兰达·比戈
佛瑞吉的波克上校（Daimon Bok）重排了詹森·比戈的DNA序列，以使詹森看起来像皮卡尔的儿子。波克的计划是要断定皮卡尔与詹森的母亲米兰达·比戈有过关系。
（关于米兰达是否还与占星者号上同样姓比戈的武器官有关系，剧中并未提及而且也没有足够的证据推论）

## 主线剧情与重要事件
以下这些剧情中皮卡尔这个角色得到了发展，亦或他是其中的关键角色。
- “远点遭遇战” - 首集
- “成年” - 拒绝了星舰学院的提拔
- “阴谋” - 揭露并阻止了一起针对星际舰队的阴谋
- “人性价值” - 为Data拥有具有意识的个体的权利进行了辩护
- “撒马利亚人的陷阱” - 进行了一次心脏手术；提到了他使用人造心脏
- “谁被观察？” - 遭遇了一个外星人种族，这个种族视他为天神
- “两权齐美” - 被博格人诱捕并加以同化，成为了“博格的罗丘特斯”
- “家人” - 消除了他与他哥哥之间存在的隔阂
- “统一” - 猜到了斯波克在罗穆卢斯星并在罗穆卢斯星上见到了斯波克
- “心中光芒” - 获取了一个已消亡文明的人的记忆
- “指挥系统” - 被卡达西人抓住并严刑拷打
- “长河漫卷” - Ｑ向皮卡尔展示了因个人选择的不同导致的不同的人生
- “爱情一课” - 与一名下属的爱情以失败告终
- “追寻” - 发现类人种族的共同DNA起源
- “父子” - 发现了可能的儿子
- “植入物” - 与貝芙莉醫官一起被外星人诱捕；内心中有所改变并共享了一段亲密想法
- “曲终人散” - 在人类消失前拯救了人类
- 《星际旅行VII：日换星移》 - 在时汇中见到了柯克
- 《星际旅行VIII：第一类接触》 - 遇见博格女皇
- 《星际旅行IX：起义》 - 挑战联邦权威
- 《星际旅行X：复仇女神》 - 见到了自己的邪惡克隆体辛宗
- 《星际迷航：皮卡尔》 - 星际旅行X：复仇女神事件的20年後